# Gamarús africà
El gamarús africà
(Strix woodfordii) és una espècie d'ocell de la família dels estrígids (Strigidae). Habita zones boscoses de l'Àfrica subsahariana, incloent la selva humida. El seu estat de conservació es considera de risc mínim.